# Österrikisk schilling
Österrikisk schilling (Ös – Österreichischer Schilling) var den valuta som användes i Österrike fram till införandet av euron år 2002. Valutakoden var ATS. 1 schilling var = 100 groschen.
Valutan infördes 1925 och ersatte den tidigare österrikiska krone som infördes år 1892 för att i sin tur ersätta den österrikiska gulden.
Vid övergången till euro fastställdes slutkursen år 2002 till 1 EUR = 13,7603 ATS.

## Användning
Valutan gavs ut av Oesterreichische Nationalbank, OeNB, som grundades 1816 och ombildades 1984. OeNB har huvudkontoret i Wien och är medlem i Europeiska centralbankssystemet.

## Valörer
- mynt: fanns i 1, 2, 5, 10, 20 och 50 schilling
- underenhet: fanns i 1, 2, 5, 10, 20 och 50 groschen
- sedlar: fanns i 20, 50, 100, 500, 1 000 och 5 000 ATS